# Âm tắc môi-môi hữu thanh
Âm tắc đôi môi hữu thanh là một phụ âm được sử dụng trong nhiều ngôn ngữ nói. Ký hiệu cho âm này trong Bảng mẫu tự ngữ âm quốc tế là ⟨b⟩, ký tự tương đương trong X-SAMPA là b.

## Các dạng
| IPA | Mô tả     |
| --- | --------- |
| b   | b thường  |
| bʱ  | b bật hơi |
| bʲ  | b vòm hóa |
| bʷ  | b môi hóa |